# Niptera ambigua
Niptera ambigua är en svampart som beskrevs av Dennis & Spooner 1993. Niptera ambigua ingår i släktet Niptera, ordningen disksvampar, klassen Leotiomycetes, divisionen sporsäcksvampar och riket svampar.   Inga underarter finns listade i Catalogue of Life.